# Leiocephalus pratensis
Leiocephalus pratensis (аталайська ігуана-крутихвіст) — вид ігуаноподібних ящірок родини Leiocephalidae. Ендемік Гаїті.

## Підвиди
Виділяють два підвиди:
- Leiocephalus pratensis pratensis (Cochran, 1928) — департамент Атрибоніт;
- Leiocephalus pratensis chimarus Schwartz, 1979 — острів Кабріт.

## Поширення і екологія
Аталайські ігуани-крутихвости мешкають в околицях Сен-Мішеля-де-л'Аттале в департаменті Артибоніт на заході Гаїті, а також на острові Кабріт, однак на острові вони не спостерігалися понад 90 років і, ймовірно, вимерли. Вони живуть в сухих тропічних лісах, де трапляються в траві і чагарниках на схилах ярів, на висоті від 337 до 752 м над рівнем моря.

## Збереження
МСОП класифікує цей вид як такий, що перебуває на межі зникнення. Leiocephalus endomychus загрожує знищення природного середовища та хижацтво з боку інтродукованих мангустів.